# Ryan S-C
Ryan S-C (Sports-Coupe) là một loại máy bay cabin ba chỗ của Hoa Kỳ, do Ryan thiết kế chế tạo, 1 chiếc được Không quân Lục quân Hoa Kỳ sử dụng với tên định danh L-10.

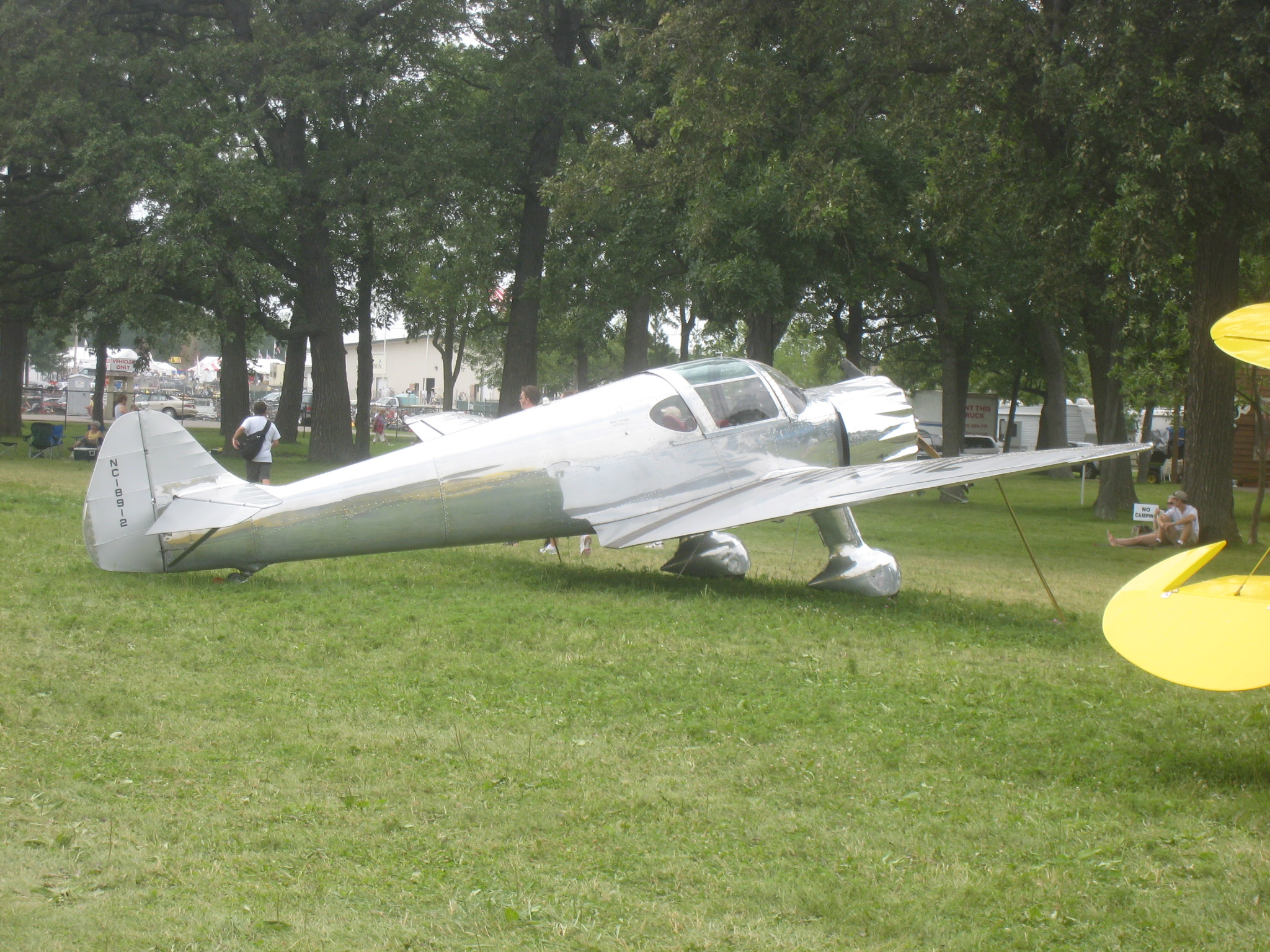
Ryan SCW-145

## Biến thể
S-C later S-C-M
S-C-W
L-10
Later Modifications

## Quốc gia sử dụng
Hoa Kỳ
- Không quân Lục quân Hoa Kỳ

## Tính năng kỹ chiến thuật (S-C-W)
Đặc điểm tổng quát
- Kíp lái: 1
- Sức chứa: 2
- Chiều dài: 25 ft 5 in (7.75 m)
- Sải cánh: 37 ft 6 in (11.43 m)
- Động cơ: 1 × Warner Super Scarab, 145 hp (108 kW)

Hiệu suất bay
- Vận tốc cực đại: 150 mph (241 km/h)
- Tầm bay: 450 dặm (724 km)
- Trần bay: 17200 ft (5244 m)